# وارين وينشتاين
وارين وينشتاين (بالإنجليزية: Warren Weinstein)‏ (مواليد 3 يوليو 1941) هو مقاول أمريكي، ومدير أوستن أسوشيتس في باكستان. خطف من قبل تنظيم القاعدة في 13 أغسطس 2011 في لاهور، باكستان.
أمريكي ذو أصول يهودية، يبلغ من العمر 73 عامًا يعمل في أحد المنظمات الإنسانية في باكستان وهي منظمة ج.ي. ايوستين اسوشيتيس إنك.(Inc. J.E. Austin Associates, Inc.)
تم اختطافه عن طريق تنظيم القاعدة في 13 أغسطس 2011، بمدينة لاهور، بباكستان، بهدف تبادله مع أسرى للتنظيم، من بينهم الشيخ عمر عبد الرحمن.